# Danielle de Niese
Danielle de Niese (Melbourne, 11 aprile 1979) è un soprano australiano, ora residente negli Stati Uniti, di origini cingalesi.

## Biografia
Danielle de Niese nacque a Melbourne nel 1979 dopo che i suoi genitori, Chris e Beverly, vi emigrarono da adolescenti. Nel 1988, all'età di 9 anni, divenne la più giovane vincitrice del programma televisivo Young Talent Time, il cui premio fu un pianoforte, che lei possiede ancora. Nel 1990 la sua famiglia si trasferì a Los Angeles, dove fu ospite regolare del programma LA Kids, grazie al quale vinse un Emmy Award all'età di 16 anni.
Fece il suo debutto operistico professionale all'età di 15 anni con i Los Angeles Opera. 
Nel 1995 è Miranda nella prima rappresentazione di "Journey to Cordoba" di Lee Holdridge nell'Università di Redlands, nel Norris Theatre di Rolling Hills Estates, nel Theatre for the Performing Arts di La Mirada, nel Libero Theatre di Santa Barbara e nel Wadsworth Theater UCLA di Los Angeles. È stata la più giovane cantante a partecipare al Young Artists Studio del Metropolitan Opera, dove debuttò a 19 anni come Barbarina ne Le nozze di Figaro di Wolfgang Amadeus Mozart nel 1998. Successivamente è Papagena ne Il flauto magico (2000), Poussette in Manon (2001), una delle Le Fanciulle-Fiore di Klingsor in Parsifal (2001), recitò L'Enfant nell'opera L'Enfant et les sortilèges di Maurice Ravel (2002). Ha inoltre cantato le parti di Cleopatra nel Giulio Cesare di Georg Friedrich Händel (2007), Euridice nell'Orfeo ed Euridice di Christoph Willibald Gluck (2009), Susanna ne Le nozze di Figaro (2009), Despina in Così fan tutte (2010) e Ariel in The Enchanted Island (2011).
Il repertorio di Danielle de Niese spazia dalla musica barocca (Poppea ne L'incoronazione di Poppea di Claudio Monteverdi) fino all'opera contemporanea (RAAFF da Robin de Raaff, del 2004) in importanti teatri d'opera di tutto il mondo. Nel 2002 è Cleopatra nel Giulio Cesare all'Opéra national de Paris. Nel 2003 è Amore in Orfeo ed Euridice al Teatro San Carlo di Napoli ed Hébé ne Les Indes galantes all'Opéra national de Paris. Nel 2009 è Galatea in Acis and Galatea al Royal Opera House di Londra. Nel 2012 è Norina in Don Pasquale al San Diego Opera.
Il 19 febbraio 2009 ha annunciato il suo fidanzamento con Gus Christie, direttore del Glyndebourne Festival Opera.

## Repertorio
| Ruolo             | Titolo                     | Autore      |
| ----------------- | -------------------------- | ----------- |
| Euridice          | Eurydice                   | Aucoin      |
| Calisto           | La Calisto                 | Cavalli     |
| Adina             | L'elisir d'amore           | Donizetti   |
| Norina            | Don Pasquale               | Donizetti   |
| Amore Euridice    | Orfeo ed Euridice          | Gluck       |
| Poppea            | Agrippina                  | Händel      |
| Cleopatra         | Giulio Cesare in Egitto    | Händel      |
| Rodelinda         | Rodelinda                  | Händel      |
| Partenope         | Partenope                  | Händel      |
| Hanna Glawari     | La vedova allegra          | Lehár       |
| Poussette         | Manon                      | Massenet    |
| Cendrillon La Fée | Cendrillon                 | Massenet    |
| Poppea            | L'incoronazione di Poppea  | Monteverdi  |
| Barbarina Susanna | Le nozze di Figaro         | Mozart      |
| Despina           | Così fan tutte             | Mozart      |
| Papagena          | Die Zaüberflote            | Mozart      |
| Musetta           | La bohème                  | Puccini     |
| Hébe              | Les Indes galantes         | Rameau      |
| Concepcion        | L'Heure espagnole          | Ravel       |
| L'Enfant          | L'Enfant et les sortilèges | Ravel       |
| Rosina            | Il barbiere di Siviglia    | Rossini     |
| Anne Trulove      | The Rake's Progress        | Stravinskij |
| Fanciulla fiore   | Parsifal                   | Wagner      |

## Discografia
- Solista: 
  - Händel Arias (Decca, 2008).
  - The Mozart Album (Decca, 2009).

- Opere:
  - Jean-Philippe Rameau,  Les Indes galantes, William Christie, Les Arts Florissants, Paris Opera (BBC, Opus Arte, 2005).
  - Georg Friedrich Händel, Giulio Cesare, Glyndebourne Opera Festival (Opus Arte, 2006).